# Protesta ante los libertarios del presente y del futuro sobre las capitulaciones de 1937
Protestation devant les libertaires du présent et du futur sur les capitulations de 1937 (en español, Protesta ante los libertarios del presente y del futuro sobre las capitulaciones de 1937) es un libro bilingüe (francés/español) publicado por Champ libre en 1979. El autor del libro es un miliciano anarquista desconocido miembro de la Columna de Hierro durante la Revolución social española de 1936.
El texto fue traducido al francés por dos «aficionados» sin cualidades. Los traductores son en realidad Guy Debord y Alice Becker-Ho. Debord también escribió el texto de contraportada.

## Presentación
El texto fue publicado por primera vez en Nosotros, diario anarquista de Valencia, los 12, 13, 15, 16 y 17 de marzo de 1937.
El autor desconocido, que reivindica la apelación entonces injuriosa de « incontrolado », denuncia la acción contrarrevolucionaria de los estalinistas (PCE y PSUC), que habían tomado el relevo de la burguesía republicana desarmada, y las concesiones de los responsables de la CNT-FAI que provocaron el fracaso de la Revolución proletaria en España.
El texto es mencionado en el libro del historiador Burnett Bolloten, La Revolución Española : la izquierda y la lucha por el poder publicado en 1977 en Francia. Según Guy Debord, se trata « del escrito más verídico y más bello » dejado por la Revolución proletaria española.

## Comentario
Guy Debord presenta el texto de esta forma : « Este llamamiento de un miliciano anarquista desconocido, perteneciente a la famosa « Columna de Hierro », aparece a día de hoy como el escrito más verídico y más hermoso que nos haya dejado la revolución proletaria de España. El contenido de dicha revolución, sus intenciones y su práctica son resumidas fríamente, y apasionadamente. Las principales causas de su fracaso son denunciadas : las que proceden de la constante acción contrarrevolucionaria de los estalinistas relevando, en la República, las fuerzas burguesas desarmadas, y de las constantes concesiones de los responsables de la CNT-FAI (aquí amargamente designados bajo el término de « los nuestros ») de julio de 1936 a marzo de 1937.
El que reivindica con orgullo el título, entonces injurioso, de « incontrolado », ha hecho muestra del más gran sentido histórico y estratégico. Se hizo la revolución a mitad, olvidando que el tiempo no espera. « Ayer éramos amos de todo, hoy son ellos que lo son. » A partir de entonces, ya solo les queda a los libertarios de la Columna de Hierro « seguir hasta el final, juntos ». Después de haber vivido un momento tan grande, no es posible « separarnos, marcharnos, no volver a vernos ». Pero todo lo demás ha sido renegado y dilapidado.
Este texto, mencionado en la obra de Burnett Bolloten, fue publicado por Nosotros, diario anarquista de Valencia, los 12, 13, 15, 16 y 17 de marzo de 1937. La « Columna de Hierro » fue integrada, a partir del 21 de marzo, en el « ejército popular » de la República, bajo el nombre de 83.ª Brigada. El 3 de mayo, el levantamiento armado de los obreros de Barcelona fue desautorizado por los mismos responsables, que consiguieron derrotarlo el 7 de mayo. Tan solo quedaron en presencia dos poderes estatales de la contrarrevolución, el más fuerte de los dos ganó la guerra civil. »

## Ediciones
La editorial parisina Champ libre publica el texto en 1979 en una edición bilingüe (francés/español). Es reeditado en 1995 por Éditions Ivrea. Figura en el volumen Œuvres de Guy Debord editado por Gallimard en la colección Quarto en 2006. 